# 48e cérémonie des National Society of Film Critics Awards
La 48e cérémonie des National Society of Film Critics Awards (NSFC Awards), décernés par la National Society of Film Critics, a eu lieu le 4 janvier 2014, a récompensé les films réalisés l'année précédente,,.

## Palmarès

### Meilleur film
1. Inside Llewyn Davis
2. American Bluff (American Hustle)
3. Twelve Years a Slave

### Meilleur réalisateur
1. Joel et Ethan Coen pour Inside Llewyn Davis
2. Alfonso Cuarón pour Gravity
3. Steve McQueen pour Twelve Years a Slave

### Meilleur acteur
1. Oscar Isaac pour le rôle de Llewyn Davis dans Inside Llewyn Davis
2. Chiwetel Ejiofor pour le rôle de Solomon Northup dans Twelve Years a Slave
3. Robert Redford pour le rôle de l'homme dans All Is Lost

### Meilleure actrice
1. Cate Blanchett pour le rôle de Jasmine dans Blue Jasmine
2. Adèle Exarchopoulos pour le rôle d'Adèle dans La Vie d'Adèle
3. Julie Delpy pour le rôle de Céline dans Before Midnight

### Meilleur acteur dans un second rôle
1. James Franco pour le rôle d'Alien dans Spring Breakers
2. Jared Leto pour le rôle de Rayon dans Dallas Buyers Club
3. Barkhad Abdi pour le rôle d'Abduwali Muse dans Capitaine Phillips (Captain Phillips)

### Meilleure actrice dans un second rôle
1. Jennifer Lawrence pour le rôle de Rosalyn Rosenfeld dans American Bluff (American Hustle)
2. Lupita Nyong'o pour le rôle de Patsey dans Twelve Years a Slave
3. (ex æquo) Sally Hawkins pour le rôle de Ginger dans Blue Jasmine et Léa Seydoux pour le rôle d'Emma dans La Vie d'Adèle

### Meilleur scénario
1. Before Midnight – Richard Linklater, Ethan Hawke et Julie Delpy
2. Inside Llewyn Davis – Joel et Ethan Coen
3. American Bluff (American Hustle) – David O. Russell et Eric Singer

### Meilleure photographie
1. Inside Llewyn Davis – Bruno Delbonnel
2. Gravity – Emmanuel Lubezki
3. Nebraska – Phedon Papamichael

### Meilleur film en langue étrangère
1. La Vie d'Adèle  France  Belgique  Espagne
2. A Touch of Sin (天注定, Tian zhu ding)  Chine
3. La grande bellezza  Italie

### Meilleur film documentaire
1. (ex æquo) The Act of Killing (Jagal) et At Berkeley
2. Leviathan

### Meilleur film expérimental
1. Leviathan

### Film Heritage
1. le Museum of Modern Art pour sa rétrospective sur les films d'Allan Dwan
2. Too Much Johnson les pellicules restantes du premier film professionnel d'Orson Welles ; découvertes par Cinemazero (Pordenone) et Cineteca del Friuli, financées par le National Film Preservation Foundation ; et restaurées par la George Eastman House
3. le British Film Institute pour la restauration de 9 films muets d'Alfred Hitchcock
4. le DVD American Treasures from the New Zealand Film Archive

### Dédicace
1. Roger Ebert et Stanley Kauffmann (en)